# Dalila Teles Veras

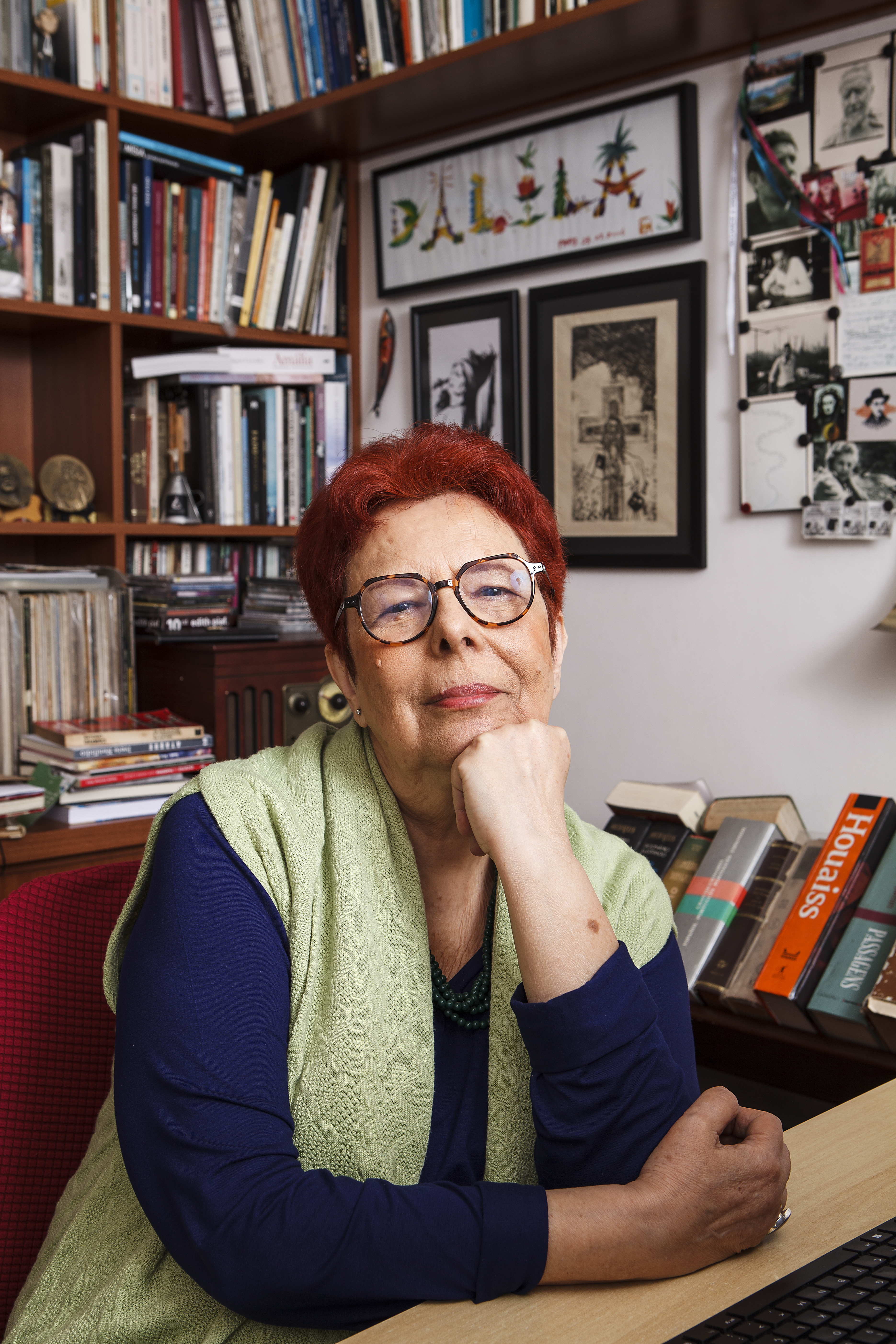
Dalila Teles Veras no Centro Cultural Alpharrabio

Dalila Teles Veras, nascida Dalila Isabel Agrela (Funchal, Ilha da Madeira, Portugal, 1946), é uma escritora, poeta e ativista cultural luso-brasileira, com destacada atuação nos campos da poesia, crônica e ensaio memorialístico. Reside no Brasil na cidade de Santo André.

## Biografia
Dalila Teles Veras nasceu em 1946, no Funchal, Ilha da Madeira, Portugal. Emigrou para o Brasil ainda na infância, passando a viver em Santo André, no estado de São Paulo, onde construiu sua trajetória literária e cultural. Iniciou sua atuação cultural nos anos 1980, tendo fundado em 1982 o Grupo Livrespaço de Poesia, ativo até 1993. O grupo organizava oficinas, recitais, semanas culturais e publicava livros, sendo uma importante iniciativa de promoção da literatura na região do ABC paulista.
Em 1992, fundou a Alpharrabio Livraria, Editora e Espaço Cultural, em Santo André – SP. A Alpharrabio se consolidou como um polo de resistência cultural e divulgação das artes, da literatura e do pensamento crítico. Desde então, a escritora e sua família dirigem o espaço, promovendo atividades literárias, artísticas e formativas.
Dalila publicou dezenas de livros, especialmente nos gêneros poesia, crônica e ensaio memorialístico. Sua obra mais recente é Opções para Morrer no Espaço (Patuá Editora, 2022). Também teve textos publicados em revistas, coletâneas e antologias no Brasil e no exterior.
Em junho de 1991, participou do Colóquio "Imprensa de Língua Portuguesa no Mundo", realizado em Paris e promovido pela UNESCO, onde apresentou a comunicação intitulada "A Imprensa Alternativa no Brasil como resistência cultural".
Foi colaboradora do projeto "O Escritor nas Bibliotecas" (1993/1994), da Secretaria Municipal de Cultura de São Paulo. Atuou ainda como diretora e secretária-geral da União Brasileira de Escritores (UBE) em três gestões, entre 1986 e 1992, além de ter integrado o conselho da entidade entre 1994 e 1996. Também é conhecida por seu ativismo político e cultural.
Em 2019, foi agraciada com o título de Doutora Honoris Causa pela Universidade Federal do ABC (UFABC), em reconhecimento à sua contribuição à cultura e à literatura.
Dalila também integra o coletivo literário feminista Mulherio das Letras.

## Prêmios e Reconhecimentos
- Em 2025, Dalila Teles Veras foi homenageada na FLIP (Festa Literária Internacional de Paraty), na Casa Gueto. A homenagem destaca sua trajetória literária e sua contribuição para a literatura luso-brasileira.[11]
- Em 2019, foi agraciada com o título de Doutora Honoris Causa pela Universidade Federal do ABC (UFABC), em reconhecimento à sua contribuição à cultura e à literatura.[12]
- Em 1991, a revista portuguesa Visão a descreveu como um dos "Dom Quixotes brasileiros", pela sua postura de enfrentamento às normas literárias hegemônicas e defesa de uma bibliodiversidade.[13]